# Ана Магдалена Бах
Ана Магдалена Бах (Цајц, 22. септембар 1701 — Лајпциг, 27. фебруар 1760) је била друга жена Јохана Себастијана Баха. Као и његова прва супруга, Марија Барбара Бах (1684 — 1720), била је сопранисткиња.
Била је најмлађа кћи дворског трубача Јохана Каспара Викеа. Почела је 1720. да ради као сопран певачица на двору кнеза Леополда од Анхалт-Кетена. Ту је упознала Јохана Себастијана Баха који је од 1717. био принчев капелмајстор. Бахова жена Марија Барбара умрла је 7. јула 1720. Јохан се оженио Аном Магдаленом 3. децембра 1721. Бах је имао четворо деце из првог брака, узраста од 6 до 13 година.
Брак Ане и Јохана био је срећан. Повезивала их је заједничка љубав за музику. Бах је за њу написао две нотне свеске (свеске за Ану Магдалену - Clavier-Büchlein vor Anna Magdalena Bachin Anno 1722, 1725), које су поред Бахових композиција садржале и мелодије других аутора. Она му је помагала у раду записујући његове ноте и правећи транскрипције. Неки истраживачи сматрају да би она могла бити аутор појединих дела из Баховог опуса. Ана је редовно организовала музичке вечери у свом дому за породицу и пријатеље.
После Бахове смрти 1750, његови синови су се разишли, а Ана је остала да живи са две најмлађе кћери и пасторком из Баховог првог брака. Издржавала се од милостиње и прилога градских власти. Умрла је 27. фебруара 1760.

### Деца
Ана Магдалена Бах била је мајка тринаесторо деце:
- Кристина Софија Хенријета (1723–1726)
- Готфрид Хајнрих (1724–1763)
- Кристијан Готлиб (1725–1728)
- Елизабета Јулијана Фредерика (1726–1781)
- Ернестус Андреас (1727–1727)
- Регина Јохана (1728–1733)
- Кристијана Бенедикта (1729–1730)
- Кристијана Доротеа (1731–1732)
- Јохан Кристоф Фридрих (1732–1795)
- Јохан Август Абрахам (1733–1733)
- Јохан Кристијан (1735–1782)
- Јохана Каролина (1737–1781)
- Регина Сузана (1742–1809)